# Aleph Alpha
Aleph Alpha (AA) ist ein deutsches Unternehmen im Bereich der künstlichen Intelligenz mit Sitz in Heidelberg. Es wurde 2019 gegründet und von bedeutenden deutschen Unternehmen finanziert, um Unabhängigkeit von US-amerikanischen Firmen zu erlangen und europäische Datenschutzbestimmungen einzuhalten.

## Geschichte
Aleph Alpha wurde 2019 von Jonas Andrulis und Samuel Weinbach gegründet. Andrulis studierte als Wirtschaftsingenieur am Karlsruher Institut für Technologie und arbeitete anschließend im Forschungsmanagement für Apple im Silicon Valley. Weinbach erwarb den Titel eines Master of Business Administration und arbeitete von 2010 bis 2018 für Deloitte.
Andrulis und Weinbach entwickelten zusammen mit ihren Mitarbeitern den Chatbot Luminous. Die hierzu eingesetzten Server befinden sich in Bayern und unterstehen dementsprechend der europäischen Gesetzgebung hinsichtlich Datenschutz. In einer zweiten Finanzierungsrunde ermöglichten 2021 mehrere Wagniskapitalfirmen die Weiterentwicklung mit zusätzlichen 23 Millionen Euro. In einer dritten Finanzierungsrunde im November 2023 beteiligten sich die deutschen Unternehmen Lidl & Schwarz und die Dieter Schwarz Stiftung als größte Geldgeber, wie auch SAP, Bosch, Burda und die Christ&Company Consulting sowie das US-amerikanische Hewlett Packard Enterprise mit insgesamt mehr als 500 Millionen US-Dollar. Im November 2024 übernahm die Deutsche Bank Anteile als strategischer Investor.
Der Chatbot Luminous basiert auf einem Large Language Model (LLM) und wurde in fünf Sprachen trainiert. Durch Verwendung der GPT-Technologie (Generative pre-trained transformers) kann das Grundmodell mittels kundenspezifischer Modifikationen und Feinabstimmung Kundenbedürfnissen angepasst werden. Im Gegensatz zu GPT-4 verwendet Luminous bisher kein Reinforcement learning from human feedback (RLHF). Als ein Unterscheidungsmerkmal soll möglichst vollständige Transparenz bezüglich der für ein Resultat verwendeten Quellen dienen (Eigenschaft Explain). Luminous soll nur Unternehmen und Verwaltungen als Nutzer haben. Luminous wird bereits für das Bürgerinformationssystem Lumi der Stadt Heidelberg verwendet. Im Dezember 2023 fiel das LLM durch diverse rassistische und anders diskriminierende Antworten auf. Im August 2024 kündigte Aleph Alpha eine Weiterentwicklung der Unternehmensstrategie an. Das Unternehmen spezialisiert sich seitdem auf KI-Lösungen für Nutzer aus Wirtschaft und Verwaltung, während die Entwicklung von verbraucherorientierten Sprachmodellen zurückgefahren wird.
Die voraussichtlichen Richtlinien im Gesetz über künstliche Intelligenz sollen eingehalten werden, was bisher kaum der Fall war.

## Produkte
Aleph Alpha entwickelt ein Betriebssystem für Anwendungen im Bereich der künstlichen Intelligenz und bietet Prozessberatung im selben Bereich an.
Hewlett Packard Enterprise wird große Sprachmodelle (Large Language Models, LLM) per Supercomputer über seiner Plattform Greenlake offerieren und startet mit Aleph Alpha als erstem, nicht exklusivem Partner. Auch SAP als Investor und Partner hat Ähnliches vor.
Aleph Alpha und PricewaterhouseCoopers kündigten im Juni 2024 an, das Gemeinschaftsunternehmen creance.ai zu gründen, um neue Technologie auf Basis künstlicher Intelligenz für Rechtsberatung und Compliance zu entwickeln.
Die erste KI-Lösung von creance.ai fokussiert auf die EU-Verordnung Digital Operational Resilience Act (DORA) und wird Kunden bei der Umsetzung des Third-Party-Risk-Managements als Teil der DORA-Anforderungen unterstützen. Die von creance.ai entwickelte Lösung wurde entwickelt, um die Komplexität der Einhaltung von Vorschriften zu bewältigen, und ist ein zentrales Werkzeug für Unternehmen, die die Compliance-Anforderungen effizient erfüllen wollen.

## Kritik
Kritik besteht an der Technologie und deren Finanzierung. Im Sommer 2024 hinterfragte ein Blogger die Höhe einer von Aleph Alpha öffentlich kommunizierten 500-Millionen-Dollar-Finanzierungsrunde, die deutlich über den tatsächlich geflossenen Mitteln zu liegen schien. Recherchen der Fachpresse legten in der Folge offen, dass lediglich 110 Millionen Euro des Gesamtvolumens eine echte Eigenkapitalfinanzierung waren. Weitere 300 Millionen Euro seien in eine Forschungsfinanzierung der Firmentochter Aleph Alpha Research geflossen, zudem 60 Millionen Euro in Form von Auftragszusagen. Das für 2023 intern vorgegebene Umsatzziel von 6 Millionen US-Dollar sei derweil nicht erreicht worden: Nach dem Jahresabschluss 2023 hatte das Unternehmen nicht einmal eine Million Euro Umsatz vorweisen können, während der Verlust sich auf 18,9 Millionen Euro belief.
Technologisch hinkt das Unternehmen führenden internationalen Anbietern hinterher – bei Leistungstests und durch fehlende öffentliche Zugänglichkeit seiner Modelle. Zusätzlich sorgen Turbulenzen im Management für Zweifel an der internen Stabilität innerhalb des Unternehmens. Schließlich wurde die Entwicklung eigener KI-Technologien eingestellt; das Unternehmen konzentriert sich seither auf Beratungsleistungen rund um Künstliche Intelligenz und deren Implementierung. Kritisiert wird insbesondere, dass damit auch das ursprünglich angestrebte Ziel einer transparenten, staatlich geförderten KI mit nachvollziehbaren Entscheidungspfaden aufgegeben wurde.

## Dokumentationen
- Dominik Bretsch, Maximilian Villwock, Mehran Djojan, Sebastian Weis, Ellen Xu: Schlaue neue Welt - Das KI-Wettrennen. Dokumentarfilm, 89 Min, Deutschland, 2024[22]